# Union City (Michigan)
Union City ist ein Dorf (Village) im Branch County im US-Bundesstaat Michigan. Das U.S. Census Bureau hat bei der Volkszählung 2020 eine Einwohnerzahl von 1714 ermittelt.
Union City ist ein Teil von der Battle Creek, Michigan Metropolitan Statistical Area.
Das Dorf liegt in der Union Township, wo der Coldwater River in den St. Joseph River  mündet. Der M-60 Highway verläuft im Norden des Dorfes. Ein kleiner Teil der Stadt liegt im Burlington Township im Calhoun County.

## Geschichte
Die „Meteor Ridge Farm“, auch bekannt als „Die Plantage“ wurde im Jahre 1859 oder 1860 gebaut (das Jahr ist nicht genau bekannt). „Die Plantage“ diente als Station der Underground Railroad. Sogar Präsident Lincoln hatte einmal das Dorf besucht.

## Bekannte Personen des Dorfs
- Josh McDowell (* 1939), Evangelist, Apologet und Buchautor